# Чемлыжская волость
Чемлы́жская волость — административно-территориальная единица в составе Севского уезда.
Административный центр — село Чемлыж.

## История
Волость была образована в ходе реформы 1861 года. В 1880-е годы её территория была расширена за счёт упразднённой Борисовской волости.
В мае 1924 года, при укрупнении волостей, Чемлыжская волость была упразднена, а её территория включена в состав Севской волости.
Ныне территория бывшей Чемлыжской волости входит в Севский район Брянской области.

## Административное деление
В 1920 году в состав Чемлыжской волости входили следующие сельсоветы: Атракинский, Берестокский, Борисовский, Заульский, Княгининский, Коростовский, Чемлыжский.